# Pedro Santana Lopes
Pour les articles homonymes, voir Lopes.
Pedro Santana Lopes [ˈpedɾu sɐ̃ˈtɐnɐ ˈlɔpɨʃ ], né le 29 juin 1956 à Lisbonne, est un homme d'État portugais qui appartient au Parti social-démocrate (PPD/PSD), dont il a été président.
Il est maire de Lisbonne à deux reprises, et Premier ministre durant sept mois.

## Biographie

### Formation et carrière
En 1973, Pedro Miguel de Santana Lopes entre à l'Université de Lisbonne, et en ressort cinq ans plus tard avec une licence de droit. Pendant ces années d'enseignement supérieur, il fonde le Mouvement indépendant de droit (MID) et occupe la présidence des instances universitaires étudiantes.
Un an après la fin de ses études, en 1979, il devient chercheur à l'Institut de droit européen et à l'Institut de recherche en sciences politiques de l'Université de Cologne, en Allemagne de l'Ouest pendant un an. Il revient ensuite au Portugal et entre, comme conseiller juridique, au cabinet du Premier ministre Francisco Sá Carneiro jusqu'à son remplacement en 1981. À ce titre, il participe à la rédaction d'une proposition de révision de la Constitution portugaise de 1976.
Il commence une formation de professeur universitaire en droit administratif, droit constitutionnel et droit international public d'un an en 1984. Cette même année, il commence à enseigner dans diverses universités du pays. Il renonce à ces postes en 2000.
Avocat de profession, il dirige le service du contentieux du groupe Expansão de 1983 à 1985 et est actuellement associé du cabinet Pedro Santana Lopes et Associés.
Par ailleurs, il préside le club de football Sporting Clube de Portugal pendant un an à partir de 1995, et participe à un programme politique sur la Radio Télévision du Portugal (RTP) avec José Sócrates.

### Vie privée
Pedro Santana Lopes se marie une première fois en 1979 avec Maria Isabel Marques Dias. Le couple a un enfant avant de divorcer : Gonçalo Nuno. Il se remarie quatre ans plus tard avec Maria Teresa Fernandes Formigal de Arriaga. De cette union naissent deux fils : Duarte Nuno en 1983, et José Maria en 1988.
De nouveau divorcé, il est également père de deux jumeaux issus d'une liaison avec Maria de Fátima de Castro Freire Bagulho : Carolina Maria et Diogo Maria, nés en 1992.
Il est de confession catholique romaine.

## Vie politique

### Au sein du PPD/PSD
Il adhère au Parti social-démocrate (PPD/PSD) en 1976 et devient un proche de son président, Francisco Sá Carneiro. Cinq ans plus tard, en 1981, il est président du parti dans la zone métropolitaine de Lisbonne et occupe cette fonction jusqu'en 1985.
Il exerce ensuite diverses fonctions au sein de l'appareil, comme président de l'assemblée du parti dans cette même zone, président de l'assemblée générale des collectivités locales sociales-démocrates ou encore membre du conseil national du PPD/PSD.
Élu vice-président du parti le 14 juillet 2002, Pedro Santana Lopes en prend la présidence moins de deux ans plus tard, le 30 juin 2004. Il est confirmé par le congrès du mois de novembre suivant, mais doit renoncer à ce poste le 10 avril 2005, six semaines après la lourde défaite du PPD/PSD aux législatives anticipées.
En 2008, il est candidat à la direction du parti à la suite de la démission de Luís Filipe Menezes et se classe troisième avec 29,8 % des voix, devancé notamment par Manuela Ferreira Leite, qui remporte le scrutin.

### Carrière institutionnelle
En novembre 1978, Pedro Santana Lopes est nommé secrétaire d'État adjoint au ministre adjoint au Premier ministre Carlos Mota Pinto. Il doit abandonner ce poste sept mois plus tard.
Il est élu pour la première fois député à l'Assemblée de la République lors des élections législatives de 1980. Il y représente alors le district de Lisbonne. Cinq ans plus tard, le 8 novembre 1985, il devient secrétaire d'État à la Présidence du Conseil des ministres auprès du Premier ministre Aníbal Cavaco Silva. Il doit cependant renoncer à ce poste en août 1987, après son élection au Parlement européen, où il occupe la vice-présidence de la commission des Affaires politiques.
Il démissionne de son mandat en juillet 1989, et est nommé secrétaire d'État à la Culture en janvier 1990. Il occupe ce poste jusqu'en décembre 1994. En 1999, il est réélu député mais pour le district de Coimbra. Cependant, dès les élections de 2002, il représente à nouveau le district de Lisbonne.
Le 18 octobre 2007, il est porté à la présidence du groupe parlementaire du PPD/PSD, mais doit abandonner cette charge le 27 juin suivant. Il ne se représente pas lors des élections législatives portugaises de 2009.

### Activité locale
Il devient maire de Figueira da Foz en 1998 et le reste jusqu'en 2001. En décembre 2001, il se présente aux élections municipales à Lisbonne et s'impose d'une très courte tête avec moins de 1000 voix d'avance sur la coalition de gauche. Désormais maire de la capitale portugaise, il démissionne le 12 juillet 2004.
Il fait son retour à ce poste le 15 mars 2005, mais ne se représente pas lors des élections locales de septembre suivant. Le 11 octobre 2009, il tente de reprendre la mairie de Lisbonne au socialiste António Costa, mais sa coalition de droite n'obtient que 38,7 % des voix, contre 44 % à la liste de gauche.

### Premier ministre

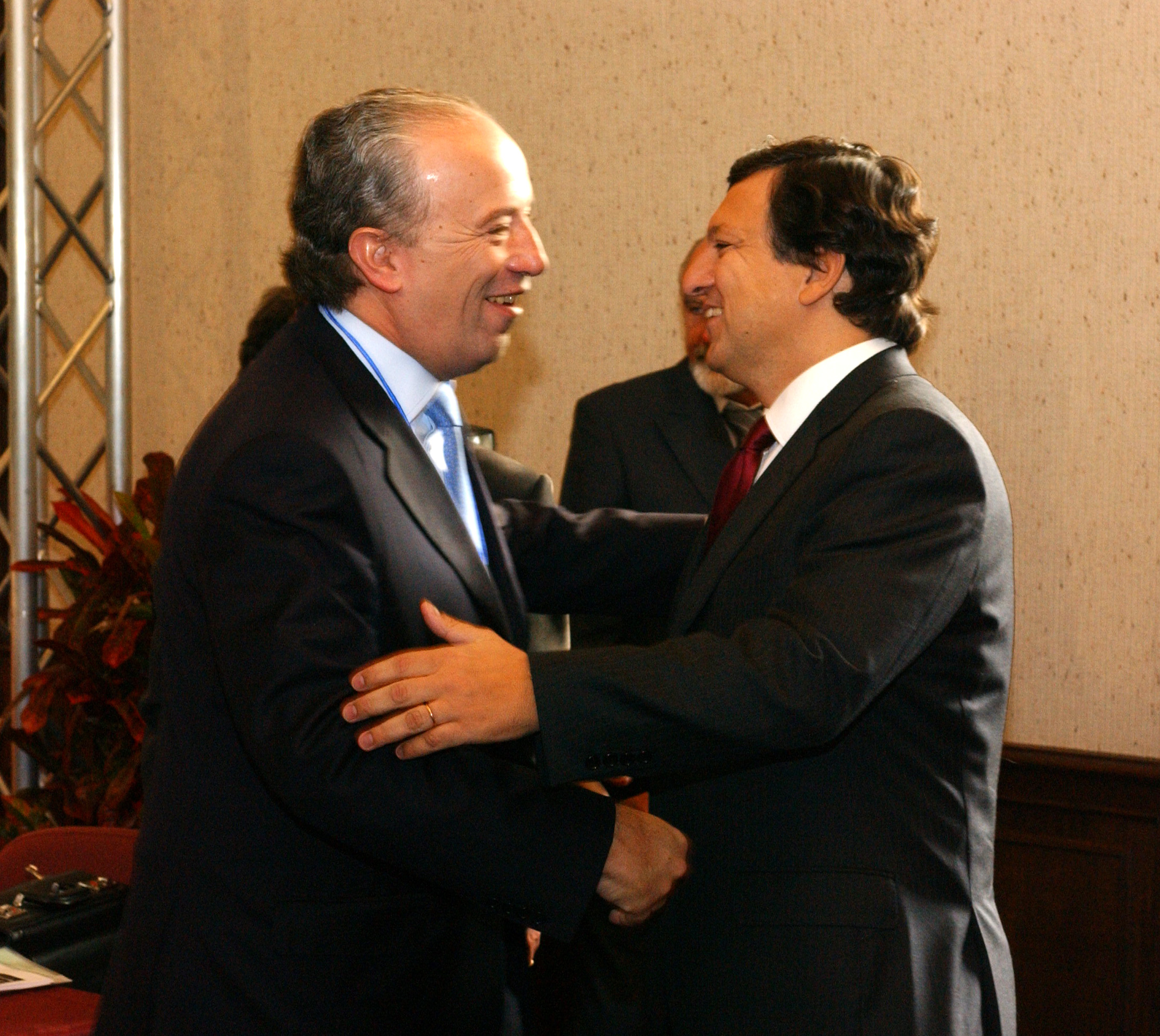
Pedro Santana Lopes et José Manuel Durão Barroso, en novembre 2004.

Pedro Santana Lopes est nommé Premier ministre du Portugal par le président Jorge Sampaio le 12 juillet 2004. Ce choix, destiné à remplacer le président désigné de la Commission européenne, José Manuel Durão Barroso, est critiqué par la gauche, qui réclamait des législatives anticipées,. Forcé de maintenir la coalition avec le Parti populaire (CDS/PP) de Paulo Portas pour conserver la majorité absolue à l'Assemblée de la République, il présente dix jours plus tard un gouvernement de 47 membres.
De plus en plus impopulaire, il se retrouve sous le feu des critiques après le report de la rentrée scolaire, la tentative de création d'un organisme gouvernemental de contrôle des médias ou encore les libertés prises avec les mesures de réduction du déficit public engagées depuis 2002. Le 28 novembre 2004, la démission d'un de ses proches, le ministre de la Jeunesse, des Sports et de la Réhabilitation Henrique Chaves, provoque une crise politique, dans la mesure où celui-ci dénonce dans un communiqué le manque de « loyauté et de vérité » du Premier ministre. Deux jours plus tard, après avoir été reçu par Jorge Sampaio, Pedro Santana Lopes annonce que le président de la République compte dissoudre l'Assemblée de la République, critiquant cette décision qu'il juge sans « raison constitutionnelle » tout en faisant savoir qu'il la respecte.

### Élections anticipées de 2005
Il est investi comme candidat à sa succession par le conseil national du PPD/PSD le 4 décembre, et remet sa démission neuf jours plus tard. Il est cependant chargé de gérer les affaires courantes.
Au cours de la campagne pour les législatives anticipées du 20 février 2005, il accuse le Parti socialiste (PS) d'avoir « mis la maison en désordre », affirmant que « le PS qui gouverne, c'est dépenser aujourd'hui pour que les autres payent plus tard ». Se disant en campagne contre les banques et les « puissants », il impute le taux de chômage à « l'instabilité politique vécue depuis novembre ». Il met également en cause les médias, en leur demandant de traiter son parti « comme les autres ».
Accusé par les socialistes de José Sócrates d'avoir utilisé les moyens de l'État pour faire campagne, il reçoit le soutien électoral de José Manuel Durão Barroso mais pas celui d'Aníbal Cavaco Silva. Le jour du scrutin, le Parti social-démocrate obtient l'un de ses plus mauvais scores avec 75 députés sur 230, contre 121 au Parti socialiste. Pedro Santana Lopes est remplacé par José Sócrates au poste de Premier ministre le 12 mars 2005.

## Gaffes
Santana Lopes est bien connu pour ses gaffes à la Dan Quayle.
Par exemple, il a dit adorer les concerts pour violon de Chopin, alors que le compositeur polonais n'en a jamais écrit. De même, il envoya une carte postale à l'auteur brésilien Machado de Assis, mort en 1908. Enfin, il donna une conférence de presse pour annoncer qu'il était menacé quand il eut reçu une publicité pour un livre dont le titre est « Cuidado com os rapazes » (« Faites attention aux garçons »).
De plus, lors d'une séance du Parlement portugais en 2008, il a dénoncé les pays qui émettaient trop de kilowatts de dioxyde de carbone (CO²), alors que les émissions de ce gaz à effet de serre se mesurent en tonnes.

## Décorations

### Nationales
- Grand-croix de l'ordre du Christ (2010).

### Étrangères
- Grand cordon de l'ordre du Ouissam alaouite du Royaume du Maroc (1995).
- Grand-croix de l'ordre du Mérite hongrois (2002).
- Grand-croix de l'ordre national de la Croix du Sud de la République Fédérative du Brésil (2003).
- Grand-croix d'or de l'ordre du Mérite de la république d'Autriche.